# Francisco Savio
Francisco Savio fue un maquinista argentino notable por su desempeño, titular durante 18 años de la locomotora n.º 191, «La Emperatriz», una locomotora a vapor PS10.

## Biografía

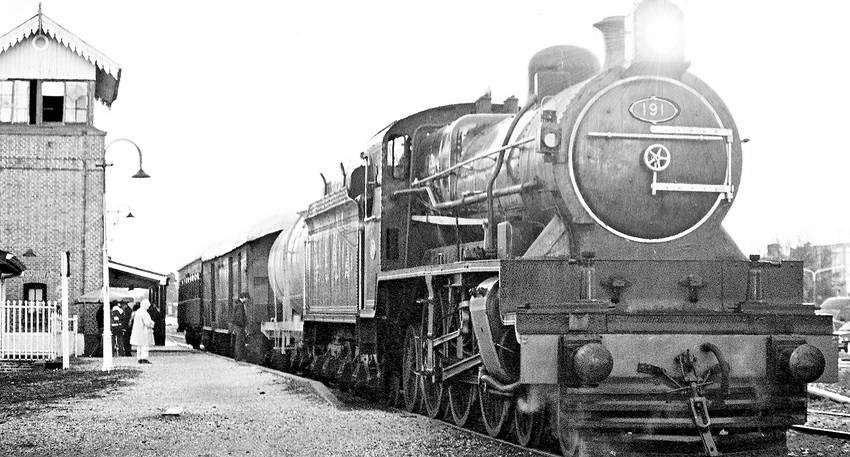
La famosa locomotora "191", la cual Savio tripulara durante 18 años, detenida en la estación Pérez de Santa Fe.

Nació el 9 de agosto de 1882 en General Las Heras, provincia de Buenos Aires. Hijo de Juan Sahabio y Rosa Ribondi, colonos italianos dedicados a la agricultura. Su pasión eran los trenes. El 1° de mayo de 1896, con solo 13 años de edad, ingresó en el ex ferrocarril Rosario como limpiador en el depósito de locomotoras; luego fue engrasador, ayudante de mecánico, ajustador y fogonero, hasta que rindió examen para ser maquinista. A los 24 años, el 1 de enero de 1907, lo designaron maquinista de quinta categoría. Seis años después fue promovido a la primera categoría y transferido a San Martín. La empresa lo designaba generalmente a sus trenes especiales, sobre todo por su habilidad para las relaciones públicas.
Una de sus características, además de sus cualidades personales y profesionales, era su manera de vestir elegante para llevar a cabo su trabajo, con chaqueta, guantes y gorra blancos. Nunca tuvo un accidente. Seguía de cerca las tareas de mantenimiento y reparación de las locomotoras a su cargo. Logró que todo el instrumental de «la 191» fuera realizado en bronce. Con esta locomotora batió el récord de velocidad sudamericano en 1926 en el trayecto Retiro - Rosario; salió a las 7:00 h del 13 de febrero desde Retiro, y a las 10:21 h llegó a su destino, cubriendo una distancia de 303,9 km en 3 horas y 21 minutos, a un promedio de velocidad de 90,4 km/h. Algunos personajes ilustres que fueron transportados por locomotoras al mando de Savio fueron varios presidentes como José Figueroa Alcorta, Victorino de la Plaza, Roque Sáenz Peña, Marcelo Torcuato de Alvear, Hipólito Yrigoyen, y hasta monarcas europeos como Humberto de Saboya y el duque Eduardo de Windsor.
Se jubiló a fines del año 1932, después de 36 años de servicio. En una sala de su casa de San Martín, conocida como «museo Savio», reunió adornos de bronce de su máquina, cuadros, recortes, pergaminos, cartas y notas oficiales y particulares relacionados con su tarea. Falleció el 26 de octubre de 1963 en el Policlínico Ferroviario de Retiro y fue inhumado en San Martín.
En homenaje a su trayectoria la antigua estación de ferrocarril «Parada Km 48» del Ferrocarril General Mitre fue designada con su nombre: estación Maquinista Savio, ubicada en el partido de Escobar, en la localidad que también lleva su nombre: Maquinista F. Savio.

## Cortometraje
El antiguo noticiero Sucesos Argentinos realizó un cortometraje acerca de la locomotora n.º 191 y Francisco Savio, quien fue personificado por otro maquinista. Es una película de 35 mm en blanco y negro, de 22 minutos de duración, que fue exhibida por primera vez el 30 de agosto de 1968 en el Teatro Municipal General San Martín (Buenos Aires), en ocasión de los festejos del día del ferroviario. La filmación se hizo en cercanías de la ciudad de Rosario, sobre la línea del ferrocarril RPB (Rosario-Puerto Belgrano).